# TS Steinheim
Die TS Steinheim (Turnerschaft Steinheim 1874 e. V.) ist ein 1874 gegründeter hessischer Sportverein aus dem Hanauer Stadtteil Steinheim. Er bietet die Sportarten Handball, Tennis und Turnen an und betreibt eine Wandergruppe.

## Handball
Überregional bekannt ist der Verein durch seine Handballabteilung, deren Männer an allen Spielzeiten der Feldhandball-Bundesliga teilnahmen. Da die Bundesligasaison 1972 wegen der Vorbereitung der Nationalspieler auf die Olympischen Sommerspiele ausgesetzt wurde, wurde eine Pokalrunde 1972 ohne Beteiligung der Nationalspieler gespielt. Die Turnerschaft erreichte in der Gruppe Süd den zweiten Tabellenplatz, konnte sich im Halbfinale gegen den Tabellenersten der Gruppe Nord, den VfL Eintracht Hagen, mit 17:12 und 16:16 durchsetzen und besiegte im Finale in Rüsselsheim den TV Hochdorf mit 17:15 nach Verlängerung, wodurch sie erster und einziger Deutscher Pokalsieger im Feldhandball wurde.
Im Hallenhandball stieg die TS Steinheim am Ende der Saison 1973/74 als Tabellenerster der Regionalliga Südwest und nach gewonnenem Entscheidungsspiel gegen den punktgleichen SC Borussia 04 Fulda in die Bundesliga auf. Nachdem das Team am Ende der Saison 1974/75 auf Tabellenplatz Acht der Südgruppe stand, folgten zwei Relegationsspiele gegen den Tabellenachten der Nordgruppe, den OSC 04 Rheinhausen, von denen das erste mit 14:13 gewonnen, das zweite aber mit 8:12 verloren wurde, was den Abstieg zur Folge hatte.
Seit 2009 bildet die Handballabteilung der TS Steinheim zusammen mit den Handballern des TV Kesselstadt eine Handballspielgemeinschaft, die HSG Hanau, deren Jugendmannschaft seit 2011 in der A-Jugend-Bundesliga spielt.

## Spieler
Zu den bekannten Spielern gehörte Rodney Lechleidner.